# Riventosa
Riventosa es una comuna y población de Francia, en la región de Córcega, departamento de Alta Córcega.
Su población en el censo de 1999 era de 136 habitantes.

## Demografía
| 103 | 108 | 97 | 121 | 135 | 188 |
| Para los censos de 1962 a 1999 la población legal corresponde a la población sin duplicidades (Fuente: INSEE [Consultar]) |     |    |     |     |     |

- Datos: Q535778
- Multimedia: Riventosa / Q535778

1. ↑  Worldpostalcodes.org, código postal n.º 20250.
2. ↑  INSEE, Datos de población para el año 2012 de Riventosa (en francés).